# زلادوواتس
زلادوواتس (به صربی: Zladovac) یک منطقهٔ مسکونی در صربستان است که در ژیتوراجا واقع شده‌است. زلادوواتس ۲۰ نفر جمعیت دارد.